# Warri
Warri is een stad in het zuiden van Nigeria, in de staat Delta. Het is de grootste stad van de staat. Bestuurlijk is de stad opgedeeld in drie Local Government Area's (LGA): Warri North, Warri South en Warri South West. Samen hadden die in 2006 een bevolking van 564.657 en in 2016 naar schatting een bevolking van 777.600.
Warri ligt in de Nigerdelta. De olie die daar gewonnen wordt, zorgt voor economische groei maar ook voor veel conflicten, voornamelijk tussen de drie grootste bevolkingsgroepen in Warri: de Itsekiri, de Urhobo en de Ijaw. Doordat deze conflicten al jaren duren en er doden en gewonden vallen, vertrokken er veel bedrijven uit de stad, voornamelijk naar Port Harcourt. Dit zorgde voor een grote werkloosheid wat dan weer leidde tot grote problemen. De situatie is sinds 2006 echter gewijzigd. Warri was relatief rustig, terwijl de problemen zich naar Port Harcourt verplaatst hadden. Begin 2007 gold voor de gehele Nigerdelta een negatief reisadvies.

## Religie
Warri is de zetel van een rooms-katholiek bisdom.

## Geboren
- Mike Obiku (1968), voetballer
- Wilson Oruma (1976), voetballer
- Emmanuel Olisadebe (1978), voetballer
- Nedum Onuoha (1986), voetballer
- Kim Ojo (1988), voetballer
- Anderson Esiti (1994), voetballer